# Àlex Susanna i Nadal
Àlex Susanna i Nadal   (Barcelona, 12 de setembre de 1957 - Gelida, 27 de juliol de 2024) fou un escriptor, professor, poeta i promotor cultural. Va ser director de la Fundació Caixa Catalunya La Pedrera (2004-2010), de l'Institut Ramon Llull (2013-2016) i de l'Agència Catalana de Patrimoni Cultural (2016-2017).

## Trajectòria

### Com a gestor
Va ser professor de literatura catalana a la Universitat Rovira i Virgili (1982-1992), fundador i director de l'Editorial Columna (1985-1999), de la discogràfica Columna Música (1997-2000), i del Festival Internacional de Poesia de Barcelona (1984-2000). També va codirigir la col·lecció de novel·la "El Cercle de Viena", a Viena Edicions. Posteriorment va ser director de Cultura de l'Institut Ramon Llull (2002-2004); director de la Fundació Caixa Catalunya, i director de Cultura de l'Obra Social de CatalunyaCaixa a La Pedrera (2009-2013) El 2013 fou nomenat director de l'Institut Ramon Llull. Tres anys després, el març del 2016 va cedir el càrrec a Manuel Forcano, per passar a dirigir l'Agència Catalana de Patrimoni Cultural, fins que en fou cessat el juliol de 2017. El gener de 2020 s'incorporà a la Fundació Vila Casas com a director d'art.

### Com a escriptor
Era llicenciat en Filologia Catalana per la Universitat de Barcelona. Entre els seus llibres de poemes figuren Memòria del cos (1980, Premi Miquel de Palol 1979), Els dies antics (1982), El darrer sol (1985), Palau d'hivern (1987), Les anelles dels anys (1991, Premi Carles Riba 1990), Boscos i ciutats (1994), Suite de Gelida (2001) i Angles Morts (2007). Com a prosista, ha publicat Quadern venecià (1989, Premi Josep Pla 1988), Quadern de Fornells (1995), Quadern d'ombres (1999) i Quadern dels marges (2006). Com a crític d'art va publicar nombrosos textos per a catàlegs i articles sobre exposicions. Entre les seves traduccions destaquen les de Monsieur Teste de Paul Valéry (1980, Premi de la Crítica Serra d'Or 1981), Quatre Quartets, de T.S. Eliot (1984 i 2011) i Cal·ligrames d'Apollinaire (2008). També va col·laborar com a articulista en diversos mitjans de comunicació, com l'Avui o El Mundo, entre d'altres. La seva obra s'ha traduït al castellà, al francès, al portuguès, a l'anglès, a l'italià, al croat, al grec, a l'hebreu, a l'àrab, al xinès i al rus. Era membre de l'Acadèmia Europea de Poesia i era representat per l'Agència Literària Balcells.

## Obra

### Poesia
- 1977 — Abandonada ment.
- 1979 — De l'home quan no hi veu. Barcelona: El Mall
- 1980 — Memòria del cos. Barcelona: La Gaia Ciència
- 1982 — Els dies antics. Barcelona: El Mall
- 1985 — El darrer sol. Barcelona: Proa
- 1987 — Palau d'hivern. Barcelona: Columna
- 1988 — Poesia. Eivissa: Caixa de Balears
- 1991 — Les anelles dels anys. Barcelona: Proa
- 1992 — Tres nus a les Termòpiles. Maó: Caixa de Balears
- 1994 — Boscos i ciutats. Barcelona: Columna
- 2001 — Suite de Gelida. Barcelona: Proa
- 2007 — Angles morts. Barcelona: Proa
- 2011 — Promiscuïtat. Barcelona: Proa
- 2019 — Dits tacats. Antologia 1987-2018. Lleida: Pagès

### Dietaris
- 1989 — Quadern venecià. Barcelona: Destino
- 1995 — Quadern de Fornells. Barcelona: Columna
- 1999 — Quadern d'ombres. Barcelona: Columna
- 2006 — Quadern dels marges. Barcelona: Planeta
- 2020 — Paisatge amb figures. Barcelona: Proa
- 2022 — El món en suspens. Barcelona: Proa
- 2024 — La dansa dels dies. Barcelona: Proa.

### Art
- 1990 — Comes Busquets. Sabadell: Ausa
- 1995 — Narcís Galià. Barcelona: Columna

## Premis i reconeixements
- 1979 — Miquel de Palol per Memòria del cos
- 1981 — Crítica Serra d'Or d'edició d'obra estrangera per Monsieur Teste, de Paul Valéry (amb Jordi Llovet)
- 1984 — Englantina d'Or als Jocs Florals de Barcelona per Seguiment del foc
- 1988 — Josep Pla per Quadern venecià
- 1990 — Carles Riba per Les anelles dels anys
- 1992 — Flor Natural als Jocs Florals de Barcelona per Davant d'un claustrer
- 2008 — Chevalier des Arts et des Lettres pel Govern francès.
- 2016 — Premi Rosalía de Castro, pel conjunt de la seva obra[14]